# Richard-Strauss-Straße (Weimar)
Die Richard-Strauss-Straße in der Weimarer Westvorstadt wurde nach dem Komponisten und Dirigenten Richard Strauss benannt. Sie ist eine Anliegerstraße. Die Straße heißt seit 1938 Richard-Strauss-Straße. Von dieser Straße geht die Hermann-Abendroth-Straße ab.
Die an der Erfurter Straße beginnende Richard-Strauss-Straße, die parallel zur Washingtonstraße in nordsüdlicher Richtung verläuft, jedoch nicht auf die Schwanseestraße trifft, steht auf der Liste der Kulturdenkmale in Weimar (Sachgesamtheiten und Ensembles). An der Schwanseestraße wiederum auf Höhe der Richard-Strauss-Straße bis zur Washingtonstraße ist die Stadtverwaltung Weimar angesiedelt.